# Deutsche Arbeiterhalle (Hannover)
Die Deutsche Arbeiterhalle, Untertitel Wochenschrift für die arbeitenden und besitzlosen Volksklassen, redigiert von Ludwig Stechan war eine zur Zeit des Königreichs Hannover 1851 erschienene Zeitschrift. Inhaltlich propagierte sie einen Sozialismus, der neben Elementen des Marxismus auch bürgerlich-demokratisches und genossenschaftliches Gedankengut enthielt.
Die im „Verlag Pockwitz“ erschienene Wochenschrift wurde anfangs durch den Tischlermeister, Bezirksvorsteher und „Protagonist der frühen hannoverschen Arbeiterbewegung Ludwig Stechan“ herausgegeben, der auch verantwortlicher Redakteur war, nach dessen Verhaftung am 7. Juni 1851 dann durch Adolf Mensching.
Die Zeitschrift erschien insgesamt 26 Mal und hatte rund 270 Abonnenten; ab dem 1. April bis zu ihrem Verbot Anfang Juni 1851 wurde sie hauptsächlich im Königreich Hannover verbreitet, dann, unter Mensching, mit den letzten drei Ausgaben vor allem im Königreich Preußen.